# 温尼希施泰特
温尼希施泰特是德国下萨克森州的一个市镇。总面积12.05平方公里，总人口761人，其中男性403人，女性358人（2011年12月31日），人口密度63人/平方公里。